# Люксембург на «Евровидении-1964»
Люксембург принимал участие в «Евровидении 1964», проходившем в Копенгагене, Дания, 21 марта 1964 года. Её на конкурсе представил Юг Офре с песней «Dès que le printemps revient», выступивший первым. В этом году страна получила 14 баллов и заняла 4 место. Комментатором конкурса от Люксембурга в этом году стал Жак Навадик (Télé-Luxembourg).
Юг Офре выступил в сопровождении оркестра под руководством Жака Данжана.
Офре был отобран телекомпанией RTL в качестве представителя страны на конкурсе.

## Страны, отдавшие баллы Люксембургу
Жюри каждой страны присуждало оценки 5, 3 и 1 трём наиболее понравившимся песням.
| Отдали Люксембургу… | Отдали Люксембургу…       |
| 5 баллов            | 3 балла                   |
| ------------------- | ------------------------- |
| Германия            | Нидерланды Франция Италия |

## Страны, получившие баллы от Люксембурга
| 5 баллов | Италия  |
| 3 балла  | Монако  |
| 1 балл   | Франция |